# Суперкубок Вірменії з футболу
Суперку́бок Вірме́нії з футбо́лу — одноматчевий турнір, у якому грають володар кубка Вірменії і чемпіон попереднього сезону. У випадку, якщо кубок і чемпіонат виграла одна команда, то в суперкубку грають перша і друга команди чемпіонату.

## Переможці
| Клуб            | Перемоги | Роки                                           |
| --------------- | -------- | ---------------------------------------------- |
| Пюнік           | 8        | 2002, 2004, 2005, 2007, 2008, 2010, 2011, 2015 |
| Ширак           | 6        | 1996, 1999, 2003, 2013, 2017, 2023             |
| Алашкерт        | 3        | 2016, 2018, 2021                               |
| Міка            | 2        | 2006, 2012                                     |
| Арарат-Вірменія | 2        | 2019, 2024                                     |
| Кілікія         | 1        | 1997                                           |
| Спартак         | 1        | 1998                                           |
| Арарат          | 1        | 2009                                           |
| Бананц          | 1        | 2014                                           |
| Ноах            | 1        | 2020                                           |